# Uleanivka, Oleksandria
Uleanivka (în ucraineană Улянівка) este localitatea de reședință a comunei Uleanivka din raionul Oleksandria, regiunea Kirovohrad, Ucraina.

## Demografie
Componența lingvistică a localității Uleanivka
     Ucraineană (92,15%)
     Rusă (3,53%)
     Alte limbi (0,8%)
Conform recensământului din 2001, majoritatea populației localității Uleanivka era vorbitoare de ucraineană (92,15%), existând în minoritate și vorbitori de rusă (3,53%) și armeană (3,04%).